# Gymnophryxe claripennis
Gymnophryxe claripennis là một loài ruồi trong họ Tachinidae.